# Gourfaleur
Gourfaleur ist eine Ortschaft und eine ehemalige französische Gemeinde mit 461 Einwohnern (Stand: 1. Januar 2022) im Département Manche in der Region Normandie.
Mit Wirkung vom 1. Januar 2016 wurden die früheren Gemeinden Saint-Samson-de-Bonfossé, Gourfaleur, Saint-Romphaire und La Mancellière-sur-Vire zu einer Commune nouvelle mit dem Namen Bourgvallées fusioniert und haben in der neuen Gemeinde den Status einer Commune déléguée. Der Verwaltungssitz befindet sich im Ort Saint-Samson-de-Bonfossé.

## Lage
Nachbarorte von Gourfaleur sind Saint-Ébremond-de-Bonfossé im Nordwesten, Saint-Lô im Norden, Baudre im Nordosten, La Marcellière-sur-Vire im Südosten, Saint-Romphaire im Süden und La Mancellière-sur-Vire im Südwesten.

## Bevölkerungsentwicklung

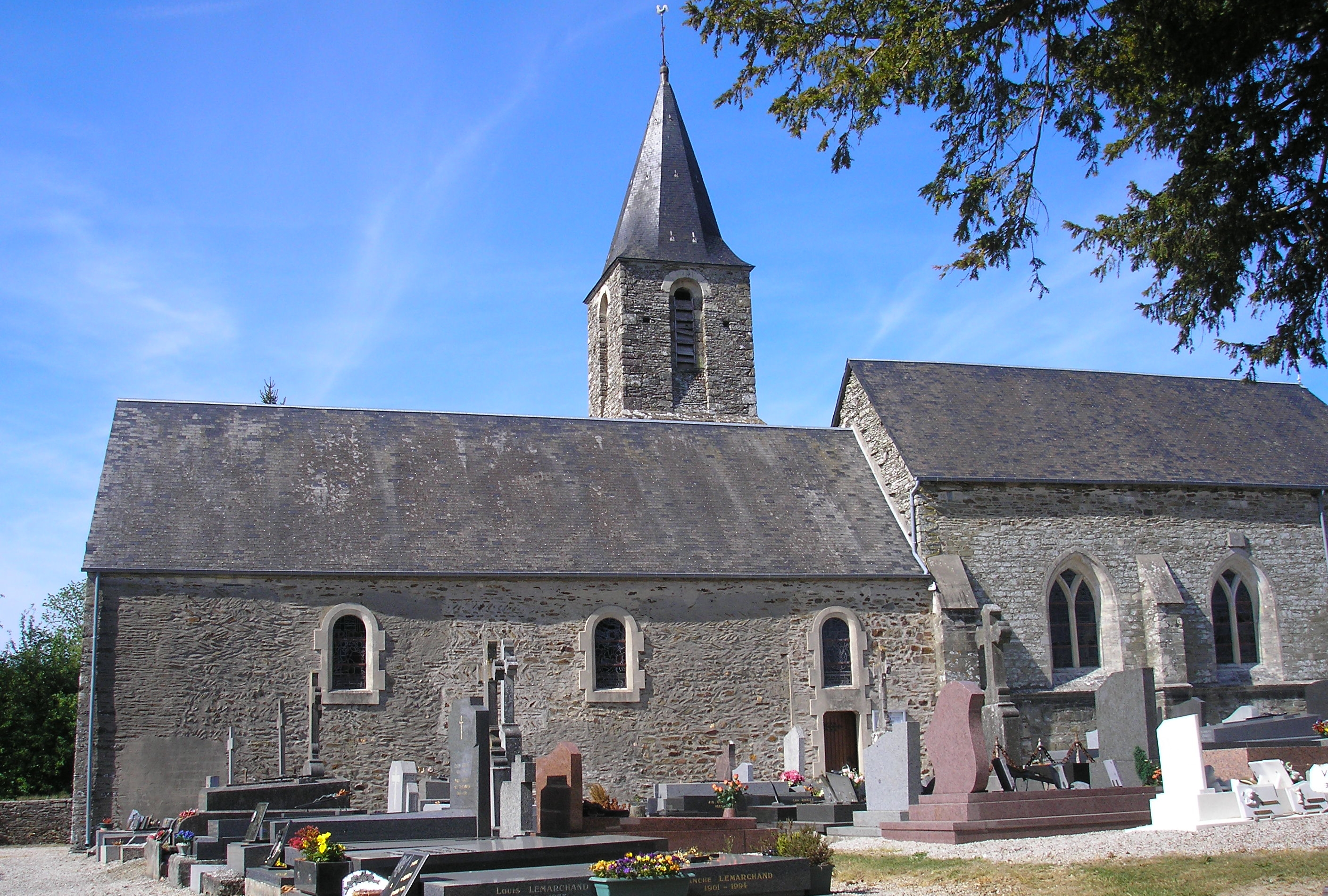
Kirche Mariä Himmelfahrt in Gourfaleur

| Jahr      | 1962 | 1968 | 1975 | 1982 | 1990 | 1999 | 2008 | 2015 |
| --------- | ---- | ---- | ---- | ---- | ---- | ---- | ---- | ---- |
| Einwohner | 389  | 387  | 405  | 526  | 474  | 432  | 434  | 468  |